# Recorde olímpico
Os recordes olímpicos são as melhores performances em eventos específicos durante toda a história dos Jogos Olímpicos de Verão e dos Jogos Olímpicos de Inverno. Como cada olimpíada ocorre de quatro em quatro anos, muitos dos recordes não são recordes mundiais. O recorde olímpico é considerado um importante feito na carreira de um atleta, muitas vezes um objetivo para se bater ou igualar a marca.

## Esportes que reconhecem o recorde olímpico
O Comitê Olímpico Internacional reconhece o recorde olímpico apenas em eventos individuais, incluindo as seguintes modalidades:
- Atletismo (lista)
- Ciclismo (lista)
- Halterofilismo (lista)
- Natação (lista)
- Patinação de velocidade em pista curta (lista)
- Tiro (lista)
- Tiro com arco (lista)

### Recordes alternativos
|                                                                                                  | Nome                                                                                  | Nacionalidade                                                   | Ano                      | Detalhes | Ref         |
| ------------------------------------------------------------------------------------------------ | ------------------------------------------------------------------------------------- | --------------------------------------------------------------- | ------------------------ | --- | ----------- |
| Maior ganhador de Medalhas Olímpicas                                                             | Michael Phelps                                                                        | Estados Unidos                                                  | 2016                     | 25 medalhas (21 de Ouro, 2 de prata e 2 de bronze) - em 4 Olimpíadas |             |
| Maior ganhadora de Medalhas Olímpicas (feminino)                                                 | Larissa Latynina                                                                      | União Soviética                                                 | 2008                     | 18 medalhas (9 de Ouro, 5 de prata e 4 de bronze) em 3 olimpíadas (Melbourne 1956, Roma 1960 e Tóquio 1964) | [ 1 ]       |
| Maior ganhador de Medalhas Olímpicas, mas sem ter nenhum ouro                                    | Franziska van Almsick                                                                 | Alemanha                                                        | 2004                     | 10 medalhas (4 de prata e 6 de bronze) - em 4 Olimpíadas | [ 2 ]       |
| Maior ganhador de Medalhas Olímpicas de Inverno                                                  | Bjørn Dæhlie                                                                          | Noruega                                                         |                          | 9 medalhas (6 de Ouro e 3 de prata) |             |
| Maior ganhador de medalhas Olímpicas, tendo ganho medalha nos Jogos de Verão e de Inverno        | Clara Hughes                                                                          | Canadá                                                          |                          | 2 medalhas de Bronze (Jogos de Inverno), 2 de bronze, 1 de prata e 1 de ouro (jogos de verão) |             |
| Maior ganhador de Medalhas de Ouro Olímpicas                                                     | Michael Phelps                                                                        | Estados Unidos                                                  | 2016                     | 21 medalhas de Ouro |             |
| Maior ganhador de Medalhas numa única edição Olímpica                                            | Michael Phelps                                                                        | Estados Unidos                                                  | 2008                     | 8 medalhas de Ouro |             |
| Mais vezes campeão olímpico de uma prova individual                                              | - Paul Elvstrøm - Al Oerter - Carl Lewis - Ben Ainslie                                | Dinamarca · Estados Unidos · Estados Unidos · Reino Unido       |                          | 4 Vezes (tetracampeões olímpicos): - Paul Elvstrøm - Vela 1948, 1952, 1956, 1960 - Al Oerter - Lançamento do disco - 1956, 1960, 1964, 1968 - Carl Lewis - Salto em distância - 1984, 1988, 1992, 1996 - Ben Ainslie - Vela - 2000, 2004, 2008, 2012 | [ 3 ]       |
| Maior hegemonia numa modalidade                                                                  | Aladár Gerevich (Esgrima)                                                             | Hungria                                                         |                          | 28 anos - de 1932 a 1960 | [ 4 ] [ 5 ] |
| Mais vitórias consecutivas numa mesma modalidade                                                 | Aladár Gerevich                                                                       | Hungria                                                         |                          | 6 vitórias consecutivas - em 1932, 1936, 1948, 1952, 1956, 1960 | [ 4 ] [ 5 ] |
| Mais medalhas de ouro numa mesma modalidade                                                      | Aladár Gerevich / Birgit Fischer                                                      | Hungria / · Alemanha                                            |                          | 6 medalhas |             |
| Primeiro Tri-campeão numa mesma prova da Natação                                                 | Michael Phelps                                                                        | Estados Unidos                                                  | 2012                     | 200 m medley | [ 6 ]       |
| Mais participações em Olimpíadas                                                                 | Ian Millar                                                                            | Canadá                                                          |                          | 10 olimpíadas | [ 7 ]       |
| Mais tempo participando de Olimpíadas de forma consecutiva                                       | Hubert Raudaschl                                                                      | Áustria                                                         |                          | 9 olimpíadas consecutivas (32 anos consecutivos) |             |
| Mais tempo participando de Olimpíadas                                                            | 1-Ian Millar 2-Durward Knowles 3-Paul Elvstrom 4-Ivan Osiier 5-Magnus Konow           | 1- Canadá · 2- Bahamas · 3- Noruega · 4- Dinamarca · 5- Noruega |                          | 1- 40 anos e 10 olimpíadas 2- 40 anos e 8 olimpíadas 3- 40 anos e 8 olimpíadas 4-40 anos e 7 olimpíadas 5-40 anos e 6 olimpíadas |             |
| Atleta mais velho a ganhar uma medalha olímpica                                                  | Oscar Swahn                                                                           | Suécia                                                          | Antuérpia 1920           | 72 anos e 280 dias - Modalidade: Tiro duplo ao veado | [ 1 ]       |
| Atleta mais jovem a ganhar uma medalha                                                           | Henry Clundey                                                                         | Reino Unido                                                     | Prata nos Estocolmo 1912 | 10 anos e 78 dias - Modalidade: remo | [ 8 ]       |
| Atleta mais jovem a ganhar medalha de ouro                                                       | Marjorie Gestring                                                                     | Estados Unidos                                                  | Berlim 1936              | 12 anos e 141 dias - Modalidade: Saltos ornamentais | [ 1 ]       |
| Atleta mais velho a participar dos jogos olímpicos                                               | Oscar Swahn                                                                           | Suécia                                                          | Antuérpia 1920           | 72 anos e 280 dias - Modalidade: Tiro duplo ao veado | [ 1 ]       |
| Atleta mais jovem a participar dos jogos olímpicos                                               | Marcel Depaillé                                                                       | França                                                          | Paris 1900               | 7 anos - Modalidade: Remo | [ 1 ]       |
| Único atleta a ganhar Medalhas de Ouro nos Jogos de Verão por 3 bandeiras diferentes             | Andrey Lavrov - Handebolista                                                          | União Soviética · Equipa Unificada · Rússia                     |                          | Medalha de Ouro em 1988 pela URSS, em 1992 pela CEI, e em 2000 pela Rússia. | [ 9 ]       |
| Único atleta a ganhar Medalhas de Ouro nos Jogos de Verão e de Inverno em diferentes modalidades | Eddie Eagan                                                                           | Estados Unidos                                                  |                          | Medalha de Ouro no Boxe em 1920 na Antuérpia, e medalha de ouro no Bobsleigh em 1932 Lake Placid. |             |
| Atleta que percorreu a maior distância numa mesma Olimpíada                                      | Henry McDermott                                                                       | Reino Unido                                                     |                          | 60,8 km em Helsinque-1952, acumulando o percurso dos 800 m, 1.500 m, 5.000 m, 10.000 m e maratona. | [ 10 ]      |
| Atleta com o "pior" tempo da história numa maratona olímpica                                     | Shizo Kanakuri                                                                        | Japão                                                           | 1912-1966                | 54 anos, 8 meses, 6 dias, 8:32:20.3 horas | [ 11 ]      |
| Mais participações no Volei de Praia                                                             | Emanuel Rego e Kerri Pottharst                                                        | Brasil / Austrália                                              | 1996-2012                | 5 olimpíadas seguidas | [ 12 ]      |
| Futebolista mais velho a disputar o torneio olímpico de futebol                                  | Ryan Giggs                                                                            | Reino Unido                                                     | 2012                     | 38 anos | [ 13 ]      |
| Futebolista mais velho a marcar um gol no torneio olímpico de futebol                            | Ryan Giggs                                                                            | Reino Unido                                                     | 2012                     | 38 anos |             |
| Recorde Mundial que mais perdurou                                                                | A prova dos 4x400 m, do atletismo                                                     | -                                                               | 1968-1992                | a equipe americana quebrou em 1968, na Cidade do México, só superado 24 anos depois, em 1992, em Barcelona. |             |
| País que mais sediou Jogos Olímpicos                                                             | Estados Unidos                                                                        | Estados Unidos                                                  |                          | 8 vezes. 4 nos Jogos de Verão (1904, 1932, 1984 e 1996) e 4 nos Jogos de Inverno (1932, 1960, 1980 e 2002). Também é o recordista de sedes nos Jogos de Verão, e nos Jogos de Inverno.                                                               |             |
| País anfitrião que mais ganhou medalhas douradas na história (porcentagem de medalhas)           | Estados Unidos                                                                        | Estados Unidos                                                  | St. Louis-1904           | 80,5% das medalhas disputadas | [ 10 ]      |
| País anfitrião que menos ganhou medalhas douradas na história (porcentagem de medalhas)          | Canada                                                                                | Canadá                                                          | Montreal-1976            | Não ganhou nenhuma medalha dourada | [ 10 ]      |
| Cidade que mais sediou Jogos Olímpicos (Era Moderna)                                             | Londres                                                                               | Inglaterra                                                      |                          | 3 vezes (1908, 1948 e 2012) | [ 14 ]      |
| Olimpíada com o maior número de extras em uma cerimônia de abertura                              | Los Angeles-1984                                                                      | Estados Unidos                                                  |                          | 22 mil figurantes | [ 10 ]      |
| Jogos Olímpicos com a maior medalha (tamanho e peso)                                             | Jogos Olímpicos de Inverno de 2010                                                    | Itália                                                          | 2010                     | | [ 15 ]      |
| Item Olímpico mais caro da história (após ser leiloado)                                          | Troféu recebido por Spiridon Louis ao vencer a maratona nas Olimpíadas de Atenas-1896 |                                                                 | 2012                     | R$ 1,6 milhão | [ 16 ]      |